# Geografia do desenvolvimento

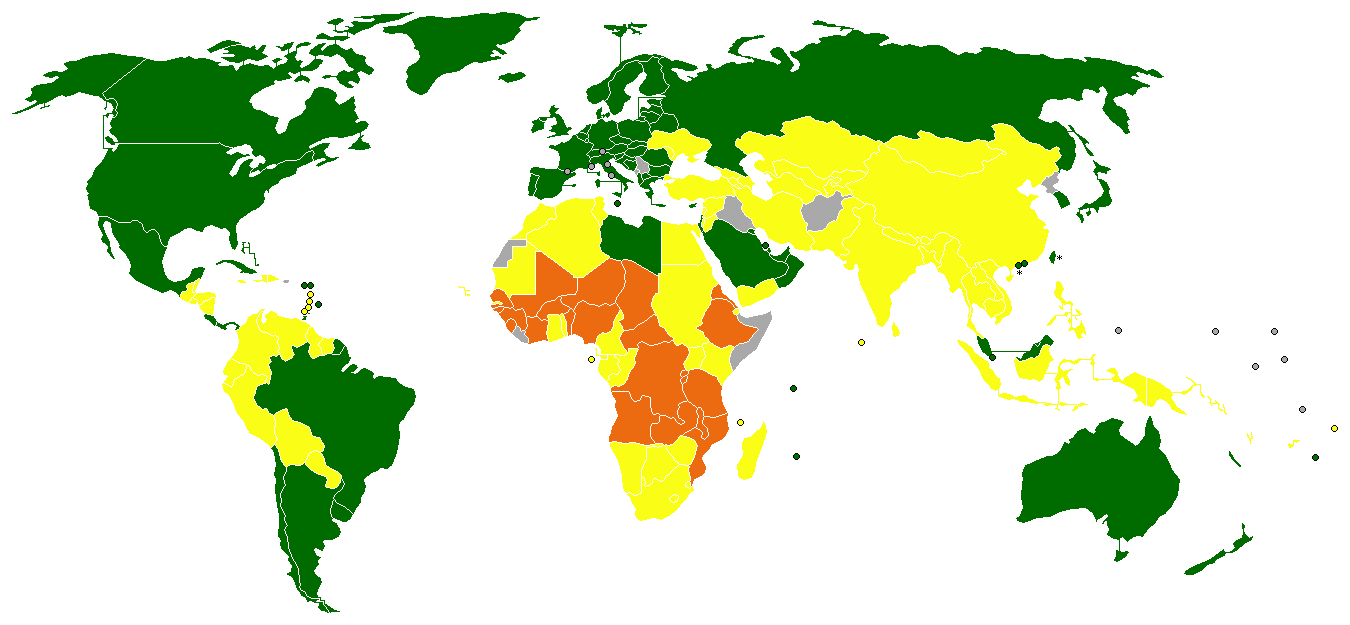
Alto desenvolvimento humano
Médio desenvolvimento humano
Baixo desenvolvimento humano
Sem dados disponíveis(mapa para daltônicos)

A geografia do desenvolvimento é o estudo da geografia terrestre referente ao padrão e à qualidade de vida dos habitantes humanos. Nesse contexto, o desenvolvimento é um processo de mudança que afeta a vida das pessoas. Pode envolver uma melhora na qualidade de vida percebida pelas pessoas que sofrem a mudança.
O desenvolvimento, no entanto, nem sempre é um processo positivo. Gunder Fra comenta sobre as forças econômicas globais que levam ao desenvolvimento do subdesenvolvimento. Este assunto é coberto pela sua teoria da dependência.
Na geografia do desenvolvimento, geógrafos estudam padrões espaciais no desenvolvimento. Tentam achar características pelas quais possam medir o desenvolvimento observando aspectos econômicos, políticos e sociais. Procuram entender as causas e consequências geográficas da variação do desenvolvimento. Estudos comparam os países mais economicamente desenvolvidos com os menos economicamente desenvolvidos. Adicionalmente, as variações entre os países são analisadas, ou mesmo entre regiões, como no caso da diferença entre o norte e o sul da Itália.
Com a geografia do desenvolvimento, o desenvolvimento sustentável também é estudado como tentativa de entender como suprir as necessidades do presente sem comprometer o sustento das gerações futuras.

## Indicadores quantitativos
Indicadores quantitativos são indicadores numéricos de desenvolvimento.
- Indicadores econômicos incluem o Produto Nacional Bruto (PNB) per capita, taxas de desemprego, consumo de energia e porcentagem de PNB na indústria primária. Destes, o PNB per capita é o mais utilizado, pois mede o valor de todos os bens e serviços produzidos em um país, excluindo aqueles produzidos por empresas estrangeiras, então mede o desenvolvimento econômico e industrial do país. No entanto, o uso do PNB per capita também tem vários problemas.
  - Ele não leva em conta a distribuição do dinheiro, que pode ocorrer de forma extremamente desigual, como nos Emirados Árabes Unidos, onde o dinheiro do petróleo é coletado por uma elite rica e não flui para o resto do país.
  - O PNB não mede se o dinheiro produzido é realmente utilizado na melhora de vida da população, e isto é importante, pois em muitos países com maior desenvolvimento econômico existe grande aumento na riqueza ao longo do tempo, mas pequeno aumento na felicidade da população.
  - Este índice raramente leva em conta a econômica não oficial, que inclui agricultura de subsistência e trabalhos não pagos ou não registrados, muitas vezes substanciais nos países de baixo desenvolvimento econômico. Nestes países frequentemente é muito difícil coletar estes dados com exatidão, e alguns governos intencionalmente ou não fornecem índices imprecisos.
- O índice é geralmente dado em dólares americanos, que por causa da variação dos valores de câmbio podem distorcer o real valor do dinheiro, então muitas vezes é convertido utilizando o Poder de Paridade de Compra (PPC), no qual o verdadeiro poder de compra comparativo do dinheiro no país é calculado.
- Indicadores sociais incluem o acesso à água potável e ao saneamento básico (que indicam o nível de infraestrutura desenvolvida no país) e taxas de analfabetismo adulto, medindo os recursos que o governo tem utilizado para sanar as necessidades da população.
- Indicadores demográficos incluem a taxa de natalidade, taxa de mortalidade e taxa de fertilidade, que indicam o nível de industrialização.[4]
  - Indicadores de saúde (um subfator dos indicadores demográficos) inclui a desnutrição (calorias por dia, calorias de proteína, porcentagem da população desnutrida), mortalidade infantil e população por médico, que indica a disponibilidade de instalações de assistência médica e saneamento básico em um país.
- Indicadores ambientais incluem quanto um país faz pelo ambiente.

### Indicadores compostos
Indicadores compostos ou qualitativos combinam vários indicadores quantitativos em um único índice e geralmente fornece uma visão mais balanceada de um país. Geralmente incluem um indicador social, um demográfico e um econômico.
- O Índice de Desenvolvimento Humano (IDH) é atualmente o indicador composto mais utilizado. Um número é calculado entre 0 e 1 levando em conta as medidas mais importantes: PNB per capita, taxa de analfabetismo adulto, taxa de escolarização e expectativa de vida. Foi criado pela Organização das Nações Unidas (ONU) em 1990 para substituir o PNB como método mais preciso para medir o desenvolvimento. Um IDH entre 1 e 0,8 é considerado alto, de 0,8 a 0,6 considerado médio e de 0,6 a 0,4 é considerado baixo.

Exemplo de dados
| Rank do IDH | País      | PNB per capita (PPC US$) 2008 | Valor do Índice de Desenvolvimento Humano (IDH) 2006 |
| ----------- | --------- | ----------------------------- | ---------------------------------------------------- |
| 4           | Austrália | 35,677                        | 0.965                                                |
| 70          | Brasil    | 10,296                        | 0.807                                                |
| 151         | Zimbábue  | 188                           | 0.513                                                |

- Outros índices compostos incluem o Índice da Qualidade de Vida Física (IQVF), que foi um precursor do IDH, utilizando taxas de mortalidade infatil ao invés do PNB per capita e classificando os países de 0 a 100. Foi calculado fornecendo a cada país uma pontuação de 0 a 100 para cada indicador comparado com outros países no mundo. A média desses três números indicada o IQVF de um país.
- O Índice de Pobreza Humana (IPH) é utilizado para calcular a porcentagem de pessoas em um país que vivem em relativa pobreza. Para melhor diferenciar o número de pessoas em condições de vida anormalmente miseráveis o IPH-1 é utilizado nos países em desenvolvimento, e o IPH-2 é utilizado nos países desenvolvidos. O IPH-1 é calculado baseado na porcentagem de pessoas com expectativa menor do que 40, na taxa de analfabetismo adulto, na porcentagem de pessoas sem acesso à água potável e aos serviços de saúde e na porcentagem de crianças abaixo de 5 anos que estão abaixo do peso normal. O IPH-2 é calculado com base na porcentagem de pessoas como expectativa de vida menor que 60, na taxa de analfabetismo funcional adulto e na porcentagem de pessoas que ganham abaixo de 50% do salário médio da população.
- O Índice de Desenvolvimento relacionado ao Gênero (IDG) mede a igualdade de gêneros em um país em termos de expectativa de vida, taxas de alfabetização, escolaridade e Patolino

## Indicadores qualitativos
Indicadores qualitativos incluem descrições das condições de vida e da qualidade de vida da população. São úteis na análise de características que não são facilmente calculadas ou medidas em números como a liberdade, corrupção e segurança, que são benefícios não materiais.

### Variações geográficas no desenvolvimento

Representação atualizada da divisão norte-sul. O azul indica países do G8, países desenvolvidos/de primeiro mundo e a Europa.

Existe uma considerável variação espacial nas taxas de desenvolvimento.
A riqueza global também cresceu em termos materiais, e durante o período de 1947 a 2000,  a renda média per capita triplicou, enquanto o PIB se multiplicou quase 10 vezes (de $US3 trilhões a $30 trilhões)... Mais de 25% dos 4,5 bilhões de pessoas nos países de baixo desenvolvimento econômico continuam tendo expectativas de vida menores que 40 anos. Mais de 80 países possuíam uma renda média anual per capita em 2000 menor do que a que tinham em 1990. A renda média nos 5 países mais ricos do mundo é 74 vezes o nível dos 5 países mais pobres, a maior diferença já vista. Aproximadamente 1,3 bilhões de pessoas não possuem acesso a água potável. Aproximadamente 840 milhões de pessoas são desnutridas. — Stephen Codrington
O mais famoso padrão de desenvolvimento é a divisão norte-sul. Esta divisão separa o Norte rico, ou o mundo desenvolvido, do Sul pobre. A linha de divisão não é tão reta quanto parece ser, mas divide o mundo em duas partes principais. Também é conhecida como a linha de Brandt.
O “Norte” nessa divisão é reconhecido como sendo os Estados Unidos, Canadá, Europa, Rússia, Coreia do Sul, Japão, Austrália, Nova Zelândia, Israel e alguns outros. Os países nessa área são geralmente os mais economicamente desenvolvidos. O “Sul” engloba o restante do Hemisfério Sul, a maioria consistindo de países com baixo desenvolvimento econômico. Outra possível linha divisória é o Trópico de Câncer, com as exceções da Austrália e da Nova Zelândia. É importante entender que o status dos países é longe de ser estático e o padrão é muito suscetível a distorções com o rápido desenvolvimento de certos países no sul, muitos deles Países recentemente industrializados (NICs), incluindo Índia, Tailândia, Brasil, Malásia, México e outros. Estes países estão experimentando rápido desenvolvimento através das indústrias manufatureiras e das exportações.
Muitos países estão experimentando aumentos significativos na riqueza e no padrão de vida. No entanto, há infelizes exceções a esta regra. Notavelmente algumas das antigas repúblicas soviéticas estão experimentando grandes quebras na indústria em sua transição para a economia de mercado. Muitas nações africanas recentemente experimentaram reduções nos PNBs por causa das guerras e da epidemia de SIDA, incluindo Angola, Congo, Serra Leoa e outros. Os árabes produtores de petróleo dependem fortemente da exportação desse bem para sustentar seus PNBs, então qualquer redução de preço no mercado do petróleo pode levar a rápidas quedas no PNB. Países que dependem de apenas alguns produtos de exportação para grande parte de sua renda são muito vulneráveis a mudanças no valor de mercado dessas commodities e são frequentemente chamados de Repúblicas das Bananas. Muitos países em desenvolvimento dependem das exportações de poucos bens primários para grande parte de sua renda (café e madeira, por exemplo), e isto pode criar um caos quando o valor dessas commodities cai, deixando estes países sem opções para pagar suas dívidas.
Nos países, o padrão é que a riqueza é mais concentrada ao redor de áreas urbanas do que em áreas rurais. A riqueza também é direcionada para áreas com mais recursos naturais ou áreas que são envolvidas pelas indústrias do setor terciário e pelo comércio. Isso leva a uma concentração de riquezas ao redor de minas e centros monetários como Nova Iorque, Londres e Tóquio.

## Causas da desigualdade
Existem muitas razões pelas quais alguns países se desenvolvem mais rápido do que outros. Elas podem ser organizadas em 5 termos principais, utilizando-se a mnemônica SHEEP (ovelha em inglês), mas há muitas sobreposições entre elas:

### Causas sociais
Quanto mais dinheiro um país tem, mais pode gastar em assistência médica, educação e controle de natalidade. Alguns analistas consideram que as tradições sociais que desencorajam o controle de natalidade aumentam as taxas de natalidade e impedem o desenvolvimento econômico nos países com baixo desenvolvimento econômico. Pensou-se que o valor que as sociedades colocavam no trabalho, no ganho material e na coesão social afetavam o crescimento e a eficiência econômica, no entanto, posteriormente descobriu-se que havia poucas evidências que apoiassem essas idéias, e de fato muitos países menos desenvolvidos possuem valores muito altos nesses fatores. Também, existe o ciclo da pobreza que impede maiores desenvolvimentos em países pouco desenvolvidos sem intervenção externa.

### Causas históricas
Historicamente, o colonialismo imperial provavelmente teve a maior influência no desenvolvimento dos países. Canalizou os recursos e riquezas para a Europa e a América do Norte às custas de muitas colônias africanas, sul-americanas e asiáticas, que não receberam preços razoáveis por seus bens. [carece de fontes?] Colonizadores europeus construíram fortes indústrias dessa riqueza, enquanto investiram menos no desenvolvimento de suas colônias, causando a pobreza desses futuros países. No final do colonialismo muitos países foram deixados sem estrutura social, política ou econômica que encorajasse o desenvolvimento, resultando em uma pobreza intrínseca. Em muitos casos de independência pós-imperialista, fronteiras artificiais foram desenhadas ao redor dos países, que não refletiam os desejos dos habitantes locais, levando a guerras civis e instabilidade social. Outras influências históricas podem incluir governos incompetentes ou a retenção de costumes tribais que impedem os países de se desenvolverem economicamente.

### Causas econômicas
Países com recursos naturais como minério de ferro, petróleo e carvão são mais propícios a desenvolver a indústria porque podem explorar estes recursos para seu desenvolvimento. A extração e venda dos minérios cria trabalhos e sistemas de transporte, enquanto dá a alguns países domínio político e comercial sobre outros. Os recursos podem também render muito dinheiro nas trocas comerciais, possibilitando ao país investir em outras indústrias. Muitas nações europeias se desenvolveram durante a revolução industrial graças às indústrias de carvão e ferro. No entanto, o fato de muitas nações africanas e do oriente médio possuírem muitos recursos (petróleo em particular) e mesmo assim não terem se desenvolvido economicamente enquanto seus recursos foram extraídos demonstra que estes fatores não são suficientes para explicar a situação. Frequentemente cleptocracias se desenvolvem ao redor dessas indústrias e enriquecem bastante enquanto investem muito pouco no país em si. Nigéria e Arábia Saudita são exemplos disso. Na verdade a riqueza gerada pode muitas vezes ajudar a assegurar uma ditadura incompetente no poder ou mesmo levar a uma destrutiva guerra por recursos, como ocorreu na África.

### Causas ambientais
Catástrofes naturais incluindo inundações, secas, terremotos, erupções vulcânicas, tempestades, furacões, doenças, epidemias e pestes, todas dificultam o desenvolvimento econômico. Grandes desastres naturais podem atrasar muito o desenvolvimento econômico dos países, como nas enchentes periódicas em Bangladesh. Vulcões e enchentes podem muitas vezes ter aspectos positivos e negativos, pois apesar de prejudicar também podem trazer férteis sedimentos. Áreas ao redor de vulcões e deltas de inundação são densamente povoados, como no Egito, no Bangladesh e na Indonésia. Doenças como a malária, que se espalham em climas tropicais e a SIDA, endêmica na África, impedem as pessoas de trabalhar e criar carga econômica na sociedade. Pestes como gafanhotos podem reduzir a produção agrícola e dificultar para um país ganhar o suficiente para escapar da agricultura de subsistência. Fontes confiáveis de água são necessárias para uma agricultura produtiva e para outras indústrias. Problemas ambientais induzidos pelo homem incluem a desertificação, salinização, poluição da água, desmatamento e muitos outros. A desertificação é causada por manejo indevido do solo, que leva à remoção dos nutrientes necessários para o crescimento das plantas. É um problema mundial com massivas consequências para os países afetados. A salinização é causada por técnicas indevidas de irrigação. A poluição da água pela indústria inclui despejo de ácidos e bases, minerais tóxicos e materiais com altas demandas bioquímicas de oxigênio (DBO), que causam um crescimento exagerado da população de algas. Essa poluição torna mais difícil às populações terem acesso a água potável. Desmatamento inicialmente trás investimentos, mas  muitas vezes o solo que tem sua vegetação removida fica com valor agrícola muito baixo e torna-se vulnerável à desertificação. Florestas tropicais são especialmente vulneráveis a laterização por causa dos altos índices pluviométricos, e muitas vezes seus solos tornam-se inúteis para a agricultura. Como o turismo é agora uma grande fonte de renda para muitos dos países com baixo desenvolvimento econômico, é necessário cuidar dos recursos naturais que podem ajudar nessa fonte de riquezas de longo prazo.

### Causas políticas
Países são muito mais propícios ao desenvolvimento quando possuem governos estáveis e eficientes que conseguem gerenciar com sucesso a economia e investir na infraestrutura nacional, no comércio, e no gerenciamento ambiental, enquanto mantêm a paz no país.
- A força da lei é importante para fazer os investidores se sentirem confiantes o necessário para investirem seu dinheiro nos negócios do país. Leis claras sobre a propriedade privada dão às pessoas a oportunidade de elas obterem empréstimos com suas propriedades para desenvolverem seu capital, ou vendê-las para conseguirem capital e aplicá-lo em outros empreendimentos.

- Assegurar os direitos da força de trabalho pode significar que os trabalhadores receberão mais dinheiro e podem sair por si próprios da situação de pobreza, ajudando o país a se desenvolver. No entanto, pode também ter o efeito de levar empresas multinacionais a deixarem o país para procurar outros países com menos restrições. Então, governos eficientes geralmente implementam incentivos econômicos para encorajar investimentos nos negócios e atrair empresas multinacionais para o país.

- Tem sido sugerido que um bom governo é um pré-requisito para o desenvolvimento econômico, e muitos países que doaram dinheiro para os outros agora reconhecem que várias das doações não adiantaram de nada, por conta da corrupção nos países que as receberam. Por esta razão, a boa governança agora é um requisito para a recepção de ajuda financeira. Infelizmente, muitos governos, especialmente na África, não conseguem (por causa da instabilidade ou de fatores externos) ou não desejam (por causa da corrupção) ajudar seus próprios países a se desenvolverem. Sem essa ajuda, o desenvolvimento nesses países fica impedido ou estagnado.

## Ajuda
Países mais economicamente desenvolvidos podem ajudar países menos economicamente desenvolvidos. Existem vários tipos de ajuda:
- Ajuda governamental (bilateral)
- Ajuda de organizações governamentais (multilateral)
- Ajuda voluntária
- Ajuda de curto prazo/emergencial
- Ajuda de longo prazo/sustentável

Ajudas também podem ser dadas de diversas formas. Através de dinheiro, materiais e pessoas qualificadas ou graduadas.
Ajuda tem suas vantagens. Muitas ajudas de curto prazo ou emergenciais ajudam pessoas nos países pouco desenvolvidos economicamente a sobreviverem a desastres naturais (terremotos, tsunamis, erupções vulcânicas, etc.) ou antrópicos (guerra civil, etc.). Também ajudam o país receptor a se desenvolver mais.
No entanto, a ajuda também tem suas desvantagens. Frequentemente ela sequer atinge as pessoas mais pobres. O dinheiro ganhado através delas muitas vezes é utilizado para infraestruturas (pontes, ruas, etc.), que apenas os ricos podem usar. Também, os países receptores tornam-se mais dependentes de ajudas de outros países.